# セグラ川 (エブロ川水系)
セグラ川（セグラがわ、カタルーニャ語: Segre, カタルーニャ語発音: [ˈseɣɾə], カタルーニャ語発音: [ˈseɣɾe]）またはセグル川（フランス語: Sègre）またはセグレ川（スペイン語: Río Segre）は、エブロ川（エブラ川）の支流であり、フランス・アンドラ公国・スペインの三か国を流域とし、北カタルーニャ（フランス領カタルーニャ）の一部、アンドラ公国のほぼ全域、スペイン・カタルーニャ州リェイダ県の大部分から水を集める。

## 名称
古代ローマ人や古代ギリシア人にはSicorisとして知られており、アラブ人にはNahr az-Zaytūn/نهر الزيتون（オリーブの川）として知られていた。

## 流路

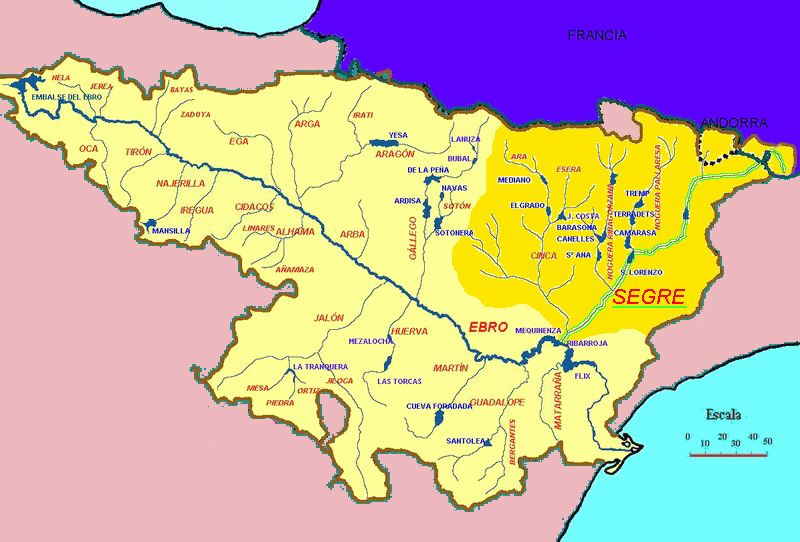
エブロ川水系におけるセグラ川の流域

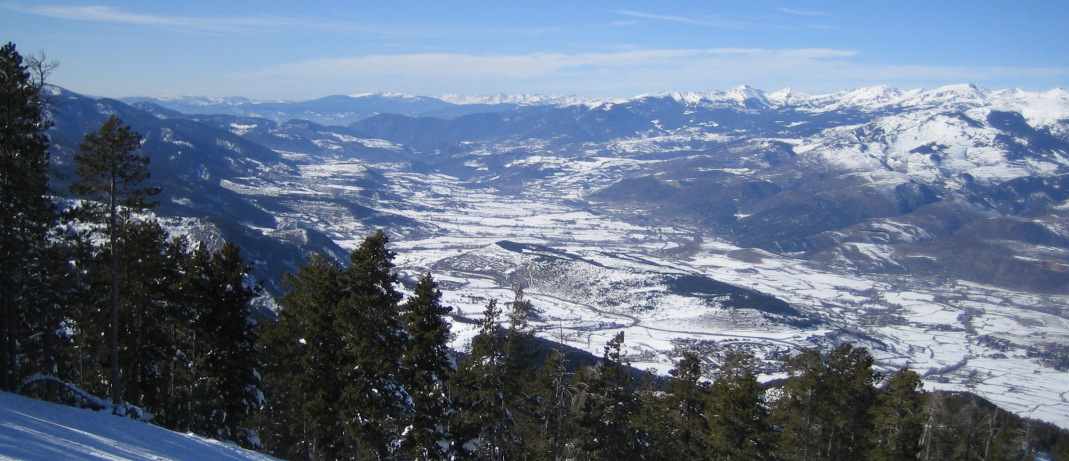
ピレネー山中にセグラ川が形成する谷

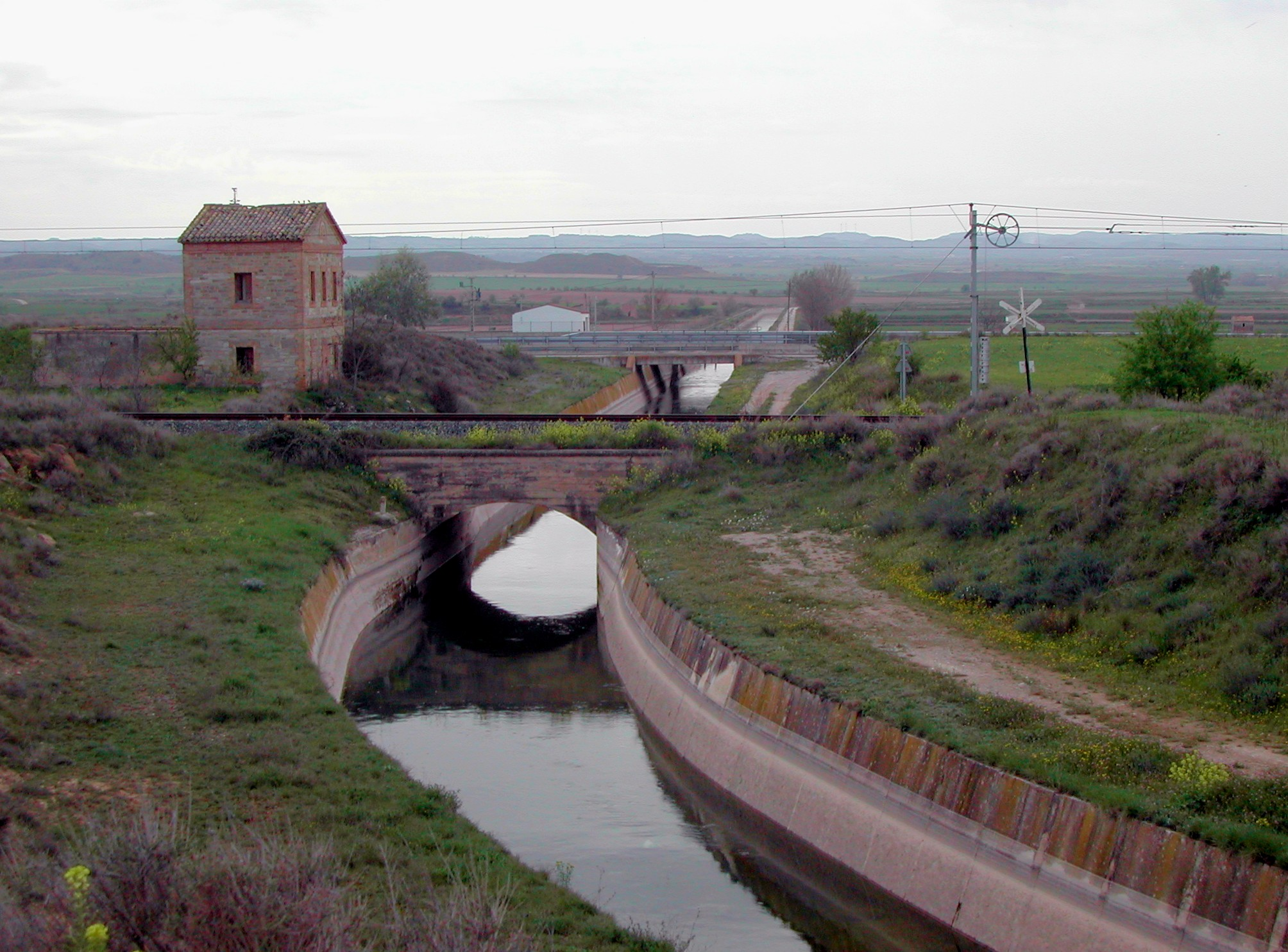
ウルジェイ運河

### フランス領
その水源はフランスのピレネー＝オリアンタル県にあるセグラ峰の北側斜面であり、この地点は北カタルーニャのセルダーニュ・フランセーズ（アルタ・サルダーニャ）郡に含まれる。サルダーニャ（セルダーニュ）渓谷に沿って西に流れ、フランスのサイヤグーズを通ってからフランス国内にスペイン領の飛び地として残るリビアに入り、再びフランス領に戻ってブール＝マダムを流れる。

### スペイン領
フランス＝スペイン国境を超えてバッシャ・サルダーニャ郡のプッチサルダーを流れ、ラ・セウ・ドゥルジェイまで西流すると、そこでアンドラ公国から流れてきたバリラ川が合流する。アンドラ公国は国の全域から流れてきた川がアンドラ・ラ・ベリャで合流してバリラ川となり、アンドラ公国に降った雨は北東部の一部を除いてすべてがバリラ川を経由してセグラ川に集まっている。
ラ・セウ・ドゥルジェイからはピレネー前景部を南に流れ、カタルーニャ州西部の山岳部を流れる。渓谷に沿っていくつかのダムが建設されており、ウリアナ貯水池やリアルブ貯水池が形成されている。これらのダムでは水力発電を行っており、電力はカタルーニャ州沿岸部の工業地帯に送電されている。山岳部を抜けると南西に向きを変えるが、本流からはリェイダの町の先までウルジェイ運河が分岐し、大きな河川がないリェイダ県東部に飲料・灌漑用水を供給している。

#### リェイダ
バラゲーとリェイダの間で、ノゲラ・リバゴルサナ川という大きな支流を集める。セグラ川はリェイダの市街地を2つに分割しており、リェイダは何度かの洪水（直近は1970年代末）を経験している。リェイダの町を流れるセグラ川には数多くの橋が架けられている。ベイ橋、フェロカリル橋（鉄道橋）、ノウ橋（新橋）、ウニバルシタ橋（大学橋）、パルディニャス橋、プリンセプ・ダ・ビアナ橋（ビアナ公橋）、ルエファ橋、マリスタス橋、オンセ・ダ・サテンブラ橋（9月11日橋）、パルディニャス橋、リセウ・アスコラル橋などが架かっている。エブロ川まで数キロの地点で最大の支流であるシンカ川と合流し、メキネンサでエブロ川の本流に合流する。

## 支流
主要な支流としてバリラ川（アンドラ公国）、ノゲラ・パリャレサ川、ノゲラ・リバゴルサナ川、シンカ川がある。
ラ・ミトゥハナ自然公園近くにはダムが建設されている。アルス・カンプス・アリシス自然公園はセグラ川に隣接している。